# GB3 Championship
Het GB3 Championship, voorheen het Formule 4-kampioenschap van de BRDC en het Britse Formule 3-kampioenschap van de BRDC, is een raceklasse in het formuleracing in Groot-Brittannië. Het is het belangrijkste eenzitterskampioenschap in het land en richt zich op jonge coureurs die vanuit de Formule 4 of het karting in een hogere klasse willen rijden.

## Geschiedenis
Tussen 2006 en 2011 werd een Formule 4-kampioenschap van de BRDC oorspronkelijk georganiseerd door de 750 Motor Club in samenwerking met een Formule Vee-kampioenschap. In september 2012 werd bekend dat de naam Formule 4 is overgenomen door MotorSport Vision en de British Racing Drivers' Club om een nieuw Formule 4-kampioenschap te vormen. In het kampioenschap reden een aantal professionele teams naast verschillende privécoureurs. Vanaf 2013 werd de klasse georganiseerd om coureurs een goede doorstroming te geven vanuit het karting. Elk jaar werden er twee aparte kampioenschappen gehouden, het lange hoofdkampioenschap en het korte herfstkampioenschap. De winnaar van het kampioenschap kreeg een test voor het GP3-team van Arden International.
In 2015 werd de MSA Formula opgericht, het officiële Formule 4-kampioenschap van Groot-Brittannië dat onder de reglementen van de FIA wordt gehouden. Als gevolg werd het Formule 4-kampioenschap van de BRDC enkele dagen voor de start van het seizoen 2016 omgedoopt in het officiële Formule 3-kampioenschap van Groot-Brittannië, genaamd het Britse Formule 3-kampioenschap van de BRDC. In 2014 was het laatste seizoen van het vorige officiële nationale kampioenschap, het Britse Formule 3-kampioenschap. Het bleef opvallend genoeg wel met een Formule 4-chassis rijden, alhoewel de prestaties van de auto wel werden opgeschroefd naar Formule 3-niveau.
Halverwege het seizoen 2021 moest het kampioenschap van naam veranderen nadat de FIA de Formule 3-categorie beëindigde; eerder moest de Euroformula Open de woorden "Formule 3" al uit de naam verwijderen. Hierdoor werd de klasse hernoemd tot het GB3 Championship. In 2022 kreeg de klasse zijn eigen supportklasse, genaamd het GB4 Championship. Datzelfde jaar werd een nieuw chassis geïntroduceerd, genaamd de Tatuus MSV-022, dat meer vermogen heeft en veiliger is. Zo heeft deze auto onder meer een halo. De nieuwe auto is twee tot drie seconden per ronde sneller dan de vorige auto.

## Auto
- Constructeur: Tatuus
- Motor: 2.0L Duratec
- Smering: Dry-sumpsysteem
- Vermogen: 250pk
- Motormanagement: Cosworth
- Overbrenging: Sadev
- Ophanging: Dubbele vorkbeen met duwstang
- Chassis: koolstofvezel
- Banden: Pirelli
- Remmen: AP Racing
- Wielbasis: 2760 mm
- Spoorbreedte: 1514 mm (voor), 1485 mm (achter)
- Gewicht: 598 kg (inclusief coureur)

## Resultaten

### Formule 4-kampioenschap van de BRDC
| Jaar | Kampioenschap                | Kampioen       | Tweede           | Derde             |
| ---- | ---------------------------- | -------------- | ---------------- | ----------------- |
| 2013 | BRDC Formule 4               | Jake Hughes    | Seb Morris       | Charlie Robertson |
| 2013 | BRDC Formule 4 Winter Series | Matthew Graham | Jake Cook        | Sennan Fielding   |
| 2014 | BRDC Formule 4               | George Russell | Arjun Maini      | Raoul Hyman       |
| 2014 | BRDC Formule 4 Winter Series | Will Palmer    | Gaetano di Mauro | Rodrigo Fonseca   |
| 2015 | BRDC Formule 4               | Will Palmer    | Harrison Newey   | Tom Jackson       |
| 2015 | BRDC Formule 4 Autumn Trophy | Ben Barnicoat  | Harrison Scott   | Sisa Ngebulana    |

### Britse Formule 3-kampioenschap van de BRDC
| Jaar | Kampioen         | Tweede            | Derde          |
| ---- | ---------------- | ----------------- | -------------- |
| 2016 | Matheus Leist    | Ricky Collard     | Toby Sowery    |
| 2017 | Enaam Ahmed      | James Pull        | Ben Hingeley   |
| 2018 | Linus Lundqvist  | Nicolai Kjærgaard | Kush Maini     |
| 2019 | Clément Novalak  | Johnathan Hoggard | Ayrton Simmons |
| 2020 | Kaylen Frederick | Kush Maini        | Louis Foster   |

### GB3 Championship
| Jaar | Kampioen       | Tweede         | Derde             |
| ---- | -------------- | -------------- | ----------------- |
| 2021 | Zak O'Sullivan | Ayrton Simmons | Christian Mansell |
| 2022 | Luke Browning  | Joel Granfors  | Tom Lebbon        |
| 2023 | Callum Voisin  | Alex Dunne     | Joseph Loake      |
| 2024 | Louis Sharp    | John Bennett   | Tymek Kucharczyk  |